# Machu Picchu pueblo
Machu Picchu pueblo ou Machupicchu, também conhecido como Aguas Calientes é uma cidade no Peru às margens do rio Urubamba (Vilcanota), cujo nome em quechua é Machu Pikchu ("velha montanha"). É conhecida por ser o mais próximo acesso à cidade inca de Machu Picchu, a seis quilômetros de distância, cerca uma hora e meia de caminhada, ou trinta minutos de ônibus. Tem muitos hotéis e restaurantes para turistas, bem como pelas fontes termais que deram o nome à cidade ("águas quentes", em espanhol). Os banhos termais foram destruídos por enchentes anos atrás, mas foram reconstruídos.
Originalmente estabelecido por poucas famílias de fazendeiros em 1901, o pequeno povoado transformou-se num agitado acampamento de trabalhadores, chamado Camp Maquinachayoq, durante a construção  da ferrovia nos anos 1920. A A cidade era o ponto central de acampamento  até que a ferrovia terminou em 1931.
Machu Picchu serve como terminal de passageiros da ferrovia PeruRail vinda de Cusco. Os trens servem os habitantes e turistas vindo de Cusco e de Ollantaytambo para visitar Machu Picchu. Um mercado de souvenirs  fica ao lado da estação. A avenida Pachacutec é a principal rua da cidade, conectando os banhos à praça principal.
A Usina Hidrelétrica "Central Machupicchu" fica próxima, no rio Urubamba (Vilcanota). Gera cerca de 90 MW para as regiões de Cusco, Puno e Apurimac. Foi construída entre 1958 e 1965 e ampliada entre 1981 e 1985. A instalação foi danificada por um deslizamento de terra em 28 de fevereiro de 1998 e ficou inoperante até 13 de julho de 2001.

## Imagens

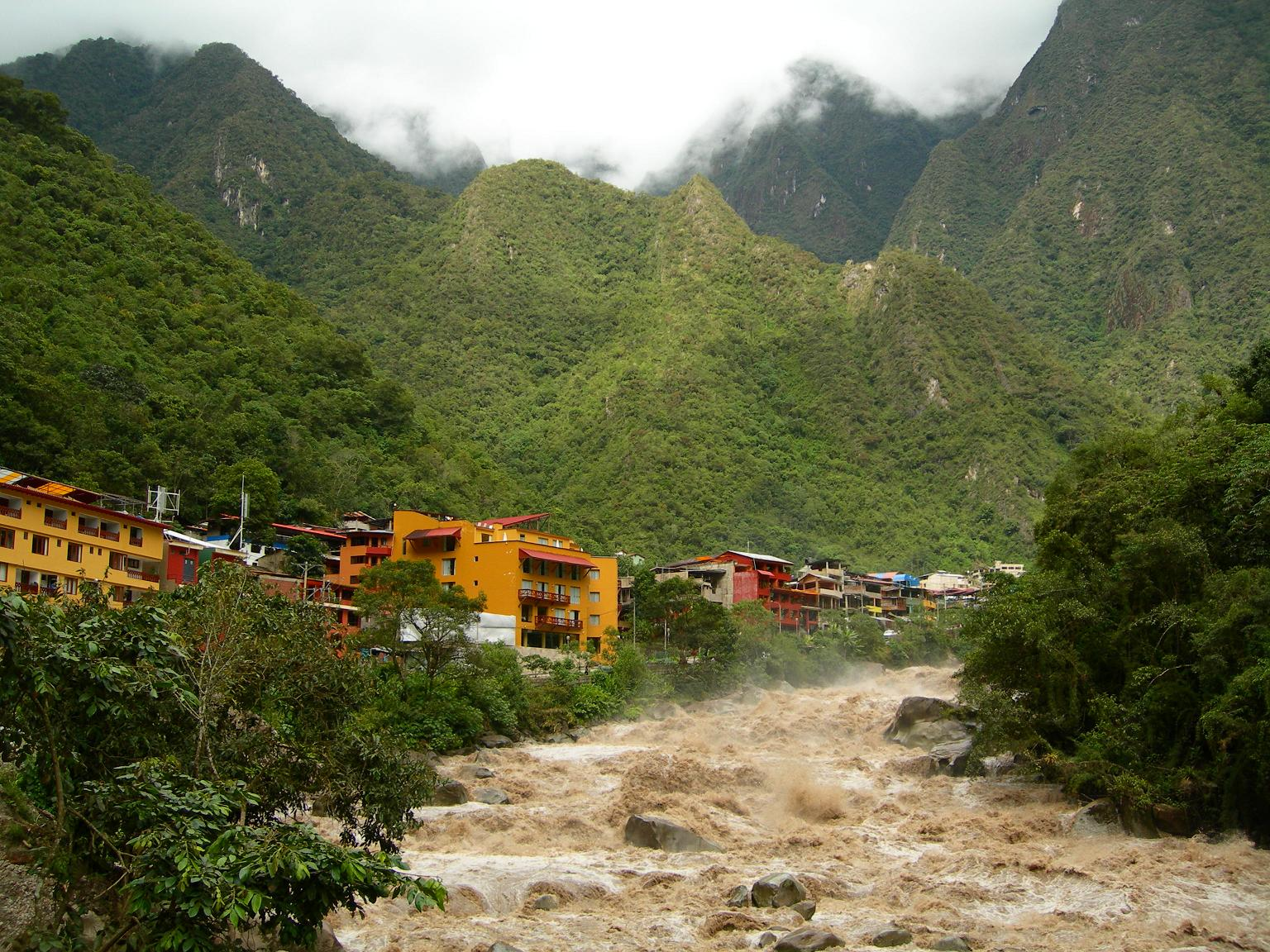
Rio Urubamba em Machu Picchu